# Kayhan
Kayhan (em persa: کيهان, lit. 'O Cosmos') é um jornal de língua persa publicado em Teerã, Irã. É considerado "o jornal iraniano mais conservador e linha-dura". Hossein Shariatmadari é o editor-chefe do Kayhan. De acordo com o relatório do The New York Times em 2007, sua posição oficial é representante do Líder Supremo do Irã.
Kayhan tem cerca de 1.000 funcionários em todo o mundo. Existem relatos conflitantes sobre seus números de circulação: em 2006, a BBC deu de 60.000 a 100.000 cópias, em 2007, o The New York Times deu "cerca de 70.000", e em 2008 um artigo de jornal da New York University School of Law relatou 350.000 cópias. O Kayhan também publica edições estrangeiras especiais, que incluem a Kayhan International em inglês.

## História e perfil
Kayhan foi fundado em fevereiro de 1943 pelo proprietário Abdolrahman Faramarzi e Mostafa Mesbahzadeh como editor-chefe. Mais tarde, os papéis de Faramarzi e Mesbahzadeh foram invertidos. O jornal apoiou o Xá Mohammed Reza Pahlavi durante seu reinado. Publicado no Irã e também em Londres, o jornal tinha uma circulação maior que um milhão antes da Revolução Islâmica de 1979. Em 1974, o grupo de mídia Kayhan se apresentou como "a maior editora de jornais e revistas do Oriente Médio". Forugh Mesbahzadeh, esposa do principal proprietário do Kayhan, apareceu oficialmente como gerente da principal revista feminina iraniana, Zan-e Rooz.
Durante os confrontos entre as forças imperiais e os revolucionários, Kayhan e Ettela'at foram censurados. Após a derrubada do Xá, todos os bens de Mesbahzadeh foram apreendidos, incluindo a planta de publicação, que era a sede principal do diário. Após a revolução, Kayhan se tornou uma publicação patrocinada pelo estado, juntamente com Ettela'at e Jomhouri-e Eslami, cujos editores são nomeados diretamente pelo Líder Supremo.
Em maio de 1980, o Aiatolá Khomeini nomeou Ebrahim Yazdi, então ministro das Relações Exteriores, como chefe do diário. Sob a orientação de Mesbahzadeh, o escritório de Londres de Kayhan continuou seu trabalho e publica uma edição semanal monarquista conhecida como Kayhan London, que tem uma pequena circulação. Em 2006, Mesbahzadeh morreu aos 98 anos em Los Angeles, Califórnia.
O jornal se concentra em notícias políticas, culturais, sociais e econômicas.

## O último editor antes da revolução
O último editor do jornal Kayhan foi Amir Taheri [en] até o início da revolução. Com a aproximação da revolução de 1979, um novo conselho editorial foi formado em Kayhan, liderado por Rahman Hatfi. De 1961 a 1966, Houshang Amiari foi o diretor do departamento de caricaturas, supervisionando temas de pinturas humorísticas. Hossein Rezaei foi o diretor da seção de notícias deste jornal de 1965 a 1979.

## Orientação política
Kayhan apoia o governo iraniano e as políticas do ex-presidente Mahmoud Ahmadinejad. Shariatmadari declarou que o jornal e sua equipe "defendem a ideologia da Revolução Islâmica". Gareth Smyth, o ex-correspondente iraniano do Financial Times, afirma que Kayhan articula as visões políticas do "campo fundamentalista do regime".
Shariatmadari rejeita os rótulos "conservador" e "fundamentalista", que ele disse "... nos fazem soar como o Talibã". Em vez disso, ele chama a si mesmo e aqueles com visões semelhantes de "principialistas". A facção principialista compreende a maioria do Parlamento Iraniano. Este grupo também é conhecido como "neoprincipialistas" e inclui figuras como Gholamali Haddad Adel [en] e Saeed Jalili [en], entre outros. Na verdade, o diário é o meio de comunicação impresso do grupo.

## Controvérsias
O jornal se tornou controverso em 2010 por iterar uma condenação inequívoca da então primeira-dama francesa Carla Bruni por sua carta aberta sobre a sentença de morte contra Sakineh Mohammadi Ashtiani por adultério e suposto assassinato. O jornal chamou Bruni de "prostituta italiana" e "a cantora e atriz decadente que conseguiu separar a família Sarkozy" que "merece morrer" por seu "estilo de vida pervertido", reiterando as semelhanças marcantes entre Ashtiani e Bruni, e também condenou a atriz Isabelle Adjani como prostituta. O Ministério das Relações Exteriores francês condenou os comentários como "inaceitáveis" e convocou o embaixador iraniano na França. O Ministério das Relações Exteriores iraniano tentou se distanciar dos comentários de Kayhan, com o porta-voz Ramin Mehmanparast afirmando que "A mídia pode criticar adequadamente as políticas erradas e hostis de outros países, abstendo-se de usar palavras insultuosas. Isso não é correto."
Em 2020, após a expulsão de Médicos Sem Fronteiras (MSF) do Irã, o editor de Kayhan, Hossein Shariatmadari, descreveu o MSF como um "fantoche americano" porque está "baseado na França e todos os grupos anti-iranianos têm uma base na França. Em 28 de abril de 2022, o mesmo dia do Yom HaShoah, Kayhan publicou um artigo de opinião na primeira página elogiando Adolf Hitler e promovendo tropos antissemitas.
Depois que um suspeito libanês-americano esfaqueou o autor indiano Salman Rushdie em 12 de agosto de 2022, Kayhan respondeu parabenizando "mil bravos ... à pessoa corajosa e obediente que atacou o apóstata e maligno Salman Rushdie em Nova York... A mão do homem que rasgou o pescoço do inimigo de Deus deve ser beijada".